# Kisaura tsudai
Kisaura tsudai là một loài Trichoptera trong họ Philopotamidae. Chúng phân bố ở miền Cổ bắc.